# Rytidosperma erianthum
Rytidosperma erianthum är en gräsart som först beskrevs av John Lindley, och fick sitt nu gällande namn av Henry Eamonn Connor och Elizabeth Edgar. Rytidosperma erianthum ingår i släktet kängurugräs (släktet), och familjen gräs. Inga underarter finns listade i Catalogue of Life.